# 奇波雷墨西哥燒烤
奇波雷墨西哥燒烤（英語：Chipotle Mexican Grill，/tʃɪˈpoʊtleɪ/）是在美國、加拿大、英國、德國和法國專門營運製作墨西哥夹饼、麥西恩捲餅和墨西哥卷饼的一間快速休閒餐廳，其名稱來自於“奇波雷煙燻辣椒”。奇波雷煙燻辣椒納瓦特爾語譯名哈拉皮紐辣椒或智利辣椒，該公司在纽约证券交易所的代號為“CMG”。墨西哥休闲快餐市场中不乏竞争者如Qdoba、Moe's Southwest Grill和Baja Fresh。截至2024年6月30日，奇波雷墨西哥燒烤已有3,500家餐廳。

## 历史
奇波雷墨西哥燒烤是最早的速食休閒餐飲連鎖店之一，由 Steve Ells 於 1993 年 7 月 13 日創立。奇波雷墨西哥燒烤在 1998 年麥當勞公司成為主要投資者時，已有 16 間餐廳（全部位於科羅拉多州）。到 2006 年麥當勞完全撤資時，該連鎖店已擴展到超過 500 個據點。到 2015 年，奇波雷墨西哥燒烤擁有超過 2,000 間餐廳，淨收入達 4.756 億美元，並擁有超過 45,000 名員工。
2018年5月，奇波雷墨西哥燒烤宣佈將其公司總部遷至南加州的紐波特比奇，結束了在丹佛25年的歷史。
它在扩张过程中也遭遇了阵痛：联邦政府继续对奇波雷墨西哥燒烤雇用的外国移民展开刑事调查，其中包括在华盛顿的餐厅；2010年的一份审计结果显示，公司在明尼苏达州雇用的员工的身份证件有问题，随后公司解雇了450名员工，约占当地员工总数的1/3。

## 外部連結
- 官方网站